# Rezerwat przyrody Lubaty
Rezerwat przyrody Lubaty – wodny rezerwat przyrody utworzony w 1987 r. na terenie gminy Gostynin, leśnictwa Choinek, nadleśnictwa Gostynin. Zajmuje powierzchnię 33,50 ha.
Celem ochrony jest zachowanie naturalnego krajobrazu jeziora Lubaty wraz z otaczającymi je bagnami i lasami.
Rezerwat znajduje się na terenie Gostynińsko-Włocławskiego Parku Krajobrazowego.